# Cerapachys fragosus
Cerapachys fragosus är en myrart som först beskrevs av Julius Roger 1862.  Cerapachys fragosus ingår i släktet Cerapachys och familjen myror. Inga underarter finns listade i Catalogue of Life.

## Bildgalleri

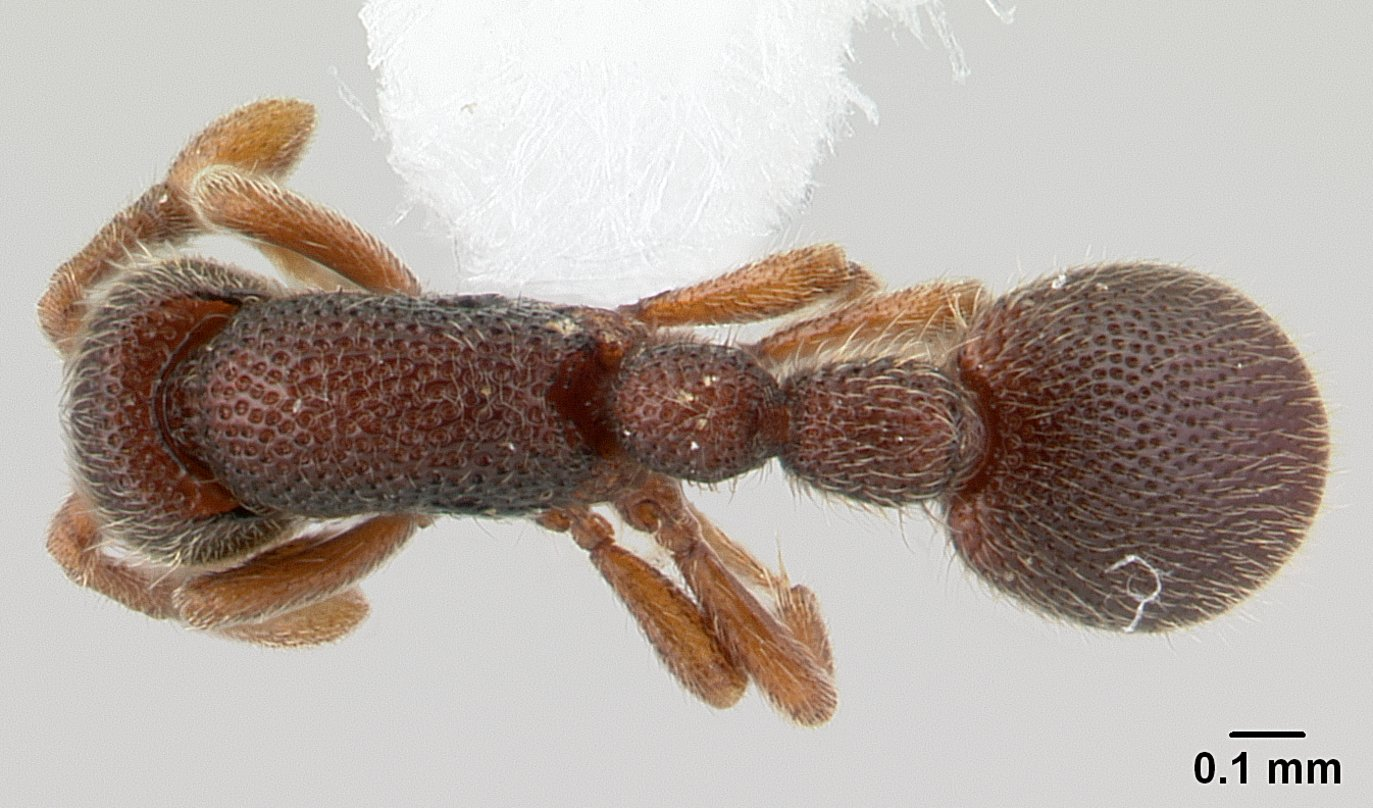
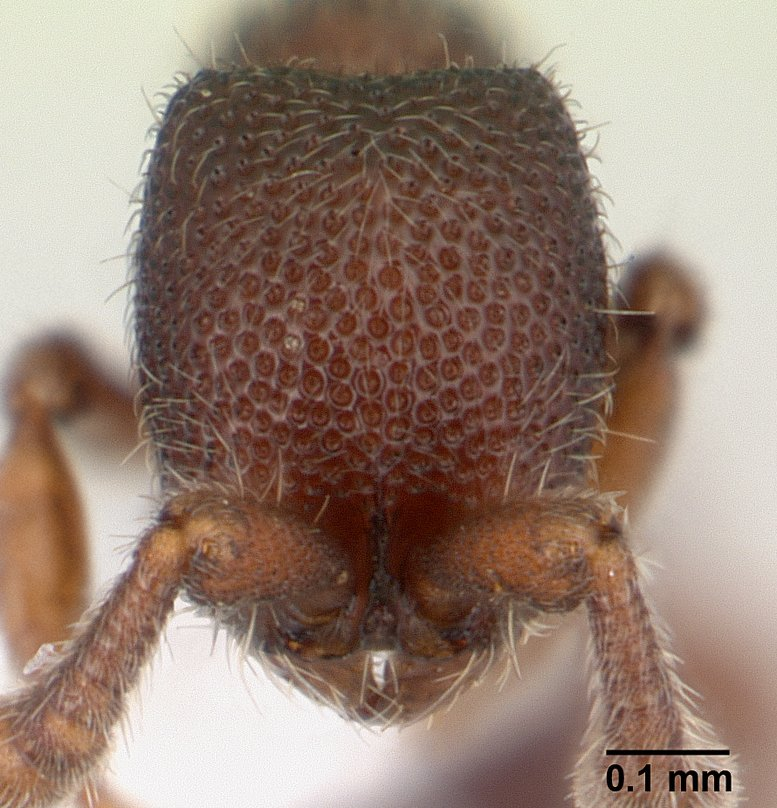
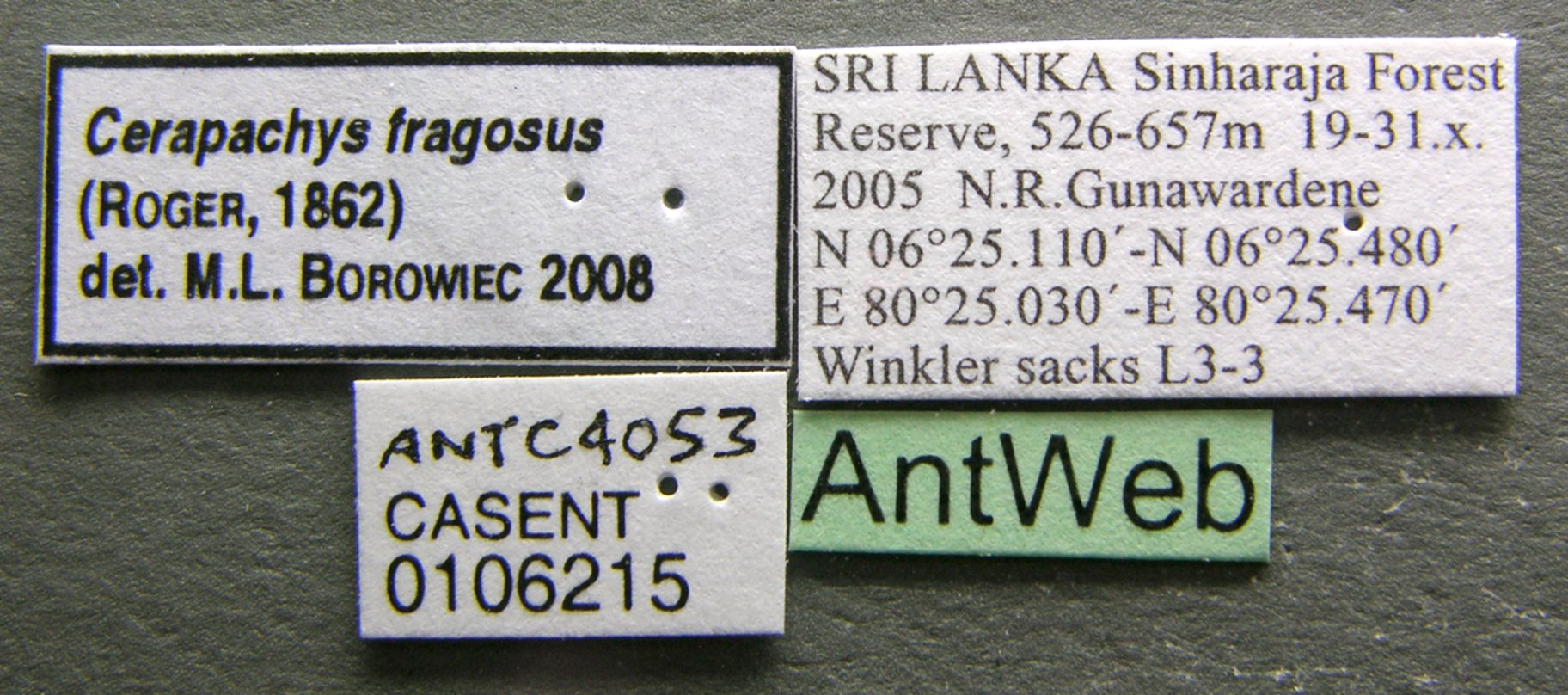
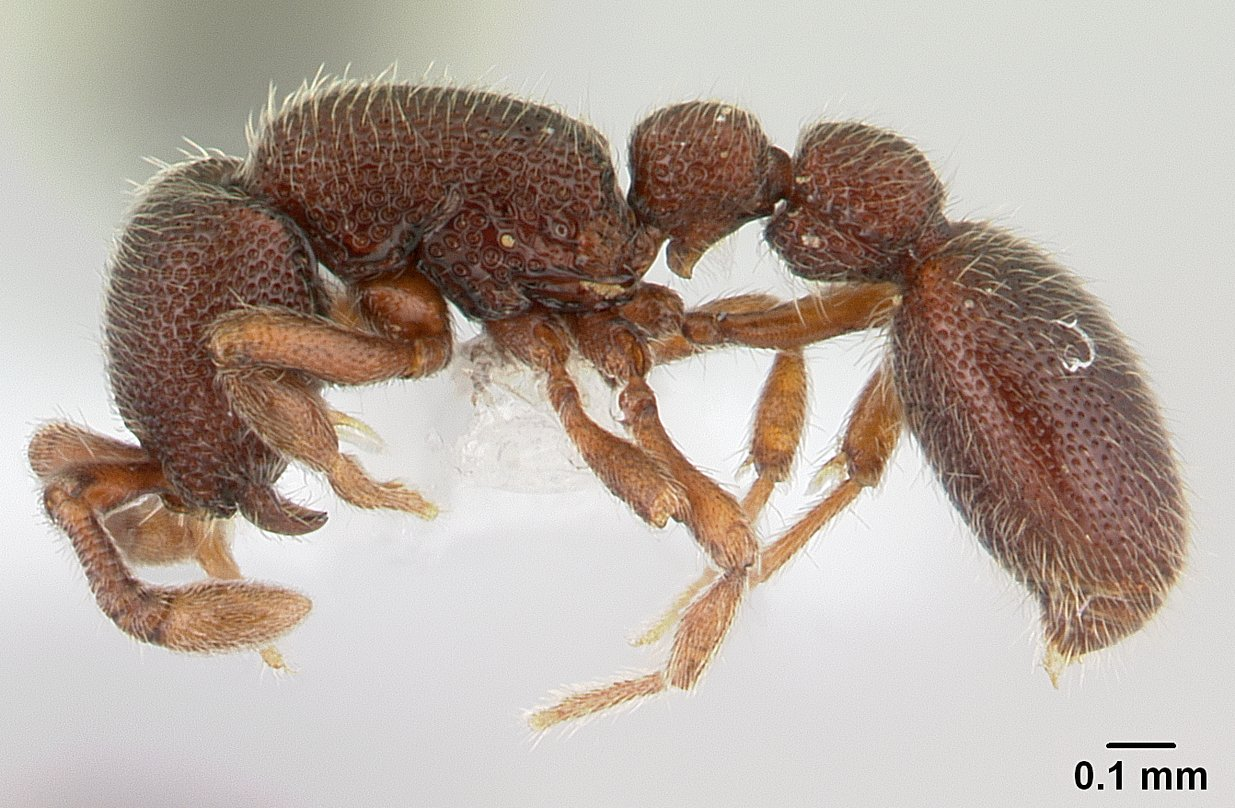